# 杏梨ルネ
杏梨 ルネ（あんり ルネ）は、フジテレビジョンが制作した架空のCG女子アナウンサー。

## 概要
フジテレビの2012年10月期改編に際してCG映像を用いた「デジタルアナウンサー」として開発され、同年10月1日に東京都港区六本木のニコファーレで「入社式」が行われた。キャラクターデザイン担当は漫画家の江川達也。入社に当たっては、目標とするアナウンサーに加藤綾子を挙げている。
生放送に際しては番組スタッフが進行に合わせて音声や動作を入力する。音声は若手女子アナウンサーの声をサンプリングしたものが使われており（具体的に誰の声であるかは明らかにされていない）、発音にはNTTドコモのしゃべってコンシェルに使われているソフトをカスタマイズしたものが採用されている。
インターネット上ではCGのクオリティについて批判的な意見が寄せられたが、これはスマートフォンアプリや拡張現実（AR）などへコンテンツを応用する際、負荷が掛からないよう意図的に解像度を低くしている為である。
2013年4月に千葉・幕張メッセで行われた「ニコニコ超会議2」で、同年6月一杯でフジテレビを退社する旨を発表した。

## プロフィール
- 1990年9月6日生まれ
- 2012年10月 フジテレビ入社
- 東京都出身、帰国子女、血液型 A型
- 桃杏（とうきょう）大学 9月卒業
- 趣味　ピアノ・囲碁・イマつぶで独り言
- 好きなもの　昼寝
- 苦手なもの　日本語
- 特技　早口言葉
- 資格　漢検2級
- 長所　笑顔
- 短所　滑舌・漢字

## 出演番組
- にっぽんのミンイ[3]
- COOL TV[3]